# Grevskabet Friderichsholm
Grevskabet Friederichsholm (Frederiksholm) var et kortlivet dansk grevskab, oprettet 1711 af Frederik IV for Charlotte Helene von Schindel og ophævet igen 1716, da grevinden faldt i unåde. Det omfattede Næsbyholm og Bavelse godser, som i 1717 blev udlagt til ryttergods.
|  | Denne artikel kan blive bedre, hvis der indsættes geografiske koordinater Denne artikel omhandler et emne, som har en geografisk lokation. Du kan hjælpe ved at indsætte koordinater i wikidata. |